# Station Bache
Bache is een station van National Rail in Bache, Cheshire West and Chester in Engeland. Het station is eigendom van Network Rail en wordt beheerd door Merseyrail. 